# Ottolino Zoppo
Ottolino Zoppo fou un diplomàtic del ducat de Milà del segle XV
El 1426 va pactar la pau entre el ducat de Milà i l'Antiga Confederació Suïssa, i en 1435, sent ambaixador de Felip Maria Visconti a Gaeta, que es va posar sota la protecció milanesa, i el va advertir de la possibilitat que Alfons el Magnànim, que ambicionava el Regne de Nàpols, ataqués el seu port, i el servís de cap de pont per les seves ambicions, i Visconti va enviar Francesco Spinola amb 800 homes, dels quals 400 eren ballesters, a defensar la ciutat